# Hets (pampes antics)
Els hets o pampes antics foren un antic poble indígena de l'Argentina, a la Pampa, del grup anomenat inicialment pueltxe, després tehueltxe (per generalització, modificat avui dia a kenk). Pocs vestigis han quedat de la seva cultura: com gairebé la totalitat dels pampes eren caçadors-recol·lectors amb transhumància estacional, d'elevades talles i crani dolicocefàlic.
El jesuïta anglès Thomas Falkner en la seva obra publicada en 1774, A description of Patagònia and the Adjoining parts of South America (Una descripció de la Patagònia i parts adjacents de Sud-amèrica), va subdividir els pampes en tres grans parcialitats: taluhet, didiuhet i chechehet, encara que itinerants i per això amb límits poc precisos.
Al segle xvi la primera d'aquestes tres parcialitats het (és a dir els taluhet) habitava segons Falkner en territoris de la regió pampeana amb límit oest al riu Desaguadero-Salado fins al sud de les llacunes de Guanacache (on confinaven amb els huarpes), ocupant territoris corresponents a les actuals províncies de Còrdova (fins al riu Segundo pel nord), Santa Fe (sectors centre i sud de Santa Fe), San Luis (sector sud) i província de Buenos Aires (sector nord-oest); els didiuhet (anomenats també querandís) per la seva banda habitaven la major part de l'actual província de Buenos Aires i l'est de l'actual província de La Pampa mentre que els chechehet habitaven principalment el centre est de la província de Buenos Aires (la classificació dels "het" de Falkner actualment ha caigut en desús).
Els pampes romanents de les zones de Magdalena i La Matanza van ser reunits en 1740 en la reducció jesuïta de Nuestra Señora de la Concepción de los Pampas sobre el marge dret del riu Salado de Buenos Aires, a prop de la seva desembocadura. A ella van ser destinats els jesuïtes Manuel Quirini i Matías Strobel i després va arribar Thomas Falkner, enviat allà per estudiar la possibilitat d'establir una altra missió més al sud. En 1744 Falkner, acompanyat per un peó i sis indis pampes de la Concepció va viatjar cap a les serres de Tandil, on va designar un lloc per establir la reducció, però va ser impedida pels indígenes. El 1753 la reducció de la Concepció va ser abandonada i els pocs pampes que tenia es van dispersar entre els maputxes.
El seu principal aliment era el guanac, el cérvol de les pampes i el nyandú, que caçaven utilitzant arcs, fletxes i boleadores. També recol·lectaven arrels i llavors i preparaven begudes alcohòliques. Vivien en tendals fets de pells i el seu vestit era el quillango, confeccionat amb pell de guanac. Calçaven mocassins de cuir i solien pintar-se el rostre segons l'ocasió.